# دونتسک، روسیه
شهر دونتسک، روسیه (به روسی: Донецк) در کشور روسیه و در اوبلاست روستوف واقع شده‌است.